# Acme Novelty Library
Acme Novelty Library är en tecknad seriepublikation startad 1993. Den oregelbundet utkommande tidningen innehåller serier av Chris Ware och ges ut av Fantagraphics Books. Den anses vara mycket betydelsefull inom den alternativa serievärlden. De olika numrerna har givits ut i olika format, ibland som serietidning, seriepocket eller stort albumformat.

## Utgivning
1. 1993 (innehöll serien Jimmy Corrigan)
2. 1994 (Quimby the Mouse)
3. 1994 (Potato Guy)
4. 1994 (Sparky)
5. 1995 (Jimmy Corrigan)
6. 1995 (Jimmy Corrigan)
7. 1996 (Joke Book - Big Tex, Rocket Sam)
8. 1997 (Jimmy Corrigan)
9. 1998 (Jimmy Corrigan)
10. 1998 (Jimmy Corrigan)
11. 1998 (Jimmy Corrigan)
12. 1999 (Jimmy Corrigan)
13. 1999 (Jimmy Corrigan)
14. 2000 (Jimmy Corrigan)
15. 2001 (Joke Book II - Rocket Sam, Tales From The Future och Quimby the Mouse)
16. 2005 (Rusty Brown & Building Stories)
17. 2006 (Rusty Brown & Building Stories)

## Källhänvisningar
1. ↑  Thompson, David (2005-10-16): "Dull has never been so exciting". Theguardian.com. Läst 1 februari 2015. (engelska)